# Parthe
Ne doit pas être confondu avec Parthes.
La Parthe est une rivière allemande d'une longueur de 58 km qui coule dans le land de la Saxe. Elle est un affluent de l'Elster Blanche dans le bassin de l'Elbe. La Parthe prend sa source dans le nord de la Saxe, entre Colditz et Bad Lausick. Elle coule vers le nord-ouest en passant par Parthenstein, Naunhof, Borsdorf et Taucha avant d'entrer dans la ville de Leipzig. La Parthe traverse le zoo de Leipzig et touche le parc Rosental avant de rejoindre l'Elster Blanc au nord-ouest de Leipzig.